# Steven Geray
Steven Geray (właśc. István Gyergyai ur. 11 listopada 1904 w Ungvar, zm. 26 grudnia 1973 w Los Angeles) – węgiersko-amerykański aktor filmowy i telewizyjny.

## Życiorys
Urodził się w Ungvar na terenie Austro-Węgier (obecnie Użhorod na Ukrainie). Ukończył studia na Uniwersytecie im. Loránda Eötvösa w Budapeszcie. Zadebiutował jako aktor w 1930 na scenie Teatru Narodowego Węgier pod swoim prawdziwym nazwiskiem. W 1934 zadebiutował w Londynie pod pseudonimem Steven Geray. Od tego czasu zaczął pojawiać się w filmach anglojęzycznych. W 1941 przeniósł się do Hollywood. Wystąpił w ponad 100 filmach i kilkudziesięciu serialach telewizyjnych. W 1966 zakończył karierę aktorską.
Pod koniec lat 60. mieszkał w Estes Park, gdzie reżyserował do lokalnego teatru (THE Fantasticks). W latach 1969–1970 prowadził bar w Estes Park.

## Wybrana filmografia
Opracowano na podstawie materiału źródłowego:
- 1966:	Jesse James poznaje córkę Frankensteina – doktor Rudolph Frankenstein
- 1959: Na szczęście – przewodnik
- 1958: Pewien uśmiech – Denis
- 1956: Atak – Otto, niemiecki podoficer
- 1954: Francuska linia – François
- 1953: Mężczyźni wolą blondynki – dyrektor hotelu
- 1952: Bezkresne niebo – „Frenchy” Jourdonnais, kapitan statku rzecznego
- 1952: Przygoda na Trynidadzie – Wittol
- 1950: Pustka – Paul, kierownik sali
- 1950: Wszystko o Ewie – szef kelnerów
- 1948: Dziewczęta z chóru – Salisbury, lokaj Carroll
- 1947: Rewolwerowcy – Jose / wujek Joe
- 1946: Gilda – wujek Pio
- 1946: So Dark the Night – Henri Cassin
- 1945: Urzeczona – doktor Graff
- 1945: Tarzan i Amazonki – Brenner
- 1945: Hotel Berlin – Kleibert
- 1944: Siódmy krzyż – doktor Loewenstein
- 1944: Konspiratorzy – doktor Schmitt
- 1944: Maska Dimitriosa – Karol Bulic
- 1943: Upiór w operze – Vereheres
- 1942: Oczy w nocy – Anderson
- 1942: Księżyc i miedziak – Dirk Stroeve
- 1935: Dance Band – Steve Sarel
- 1932: Maria – węgierska legenda